# Antonio Garrigós Giner
Antonio Garrigós Giner (Santomera, 16 de noviembre de 1886 – Madrid, julio de 1966) fue un escultor de la región de Murcia. Su trabajo tiene un estilo costumbrista aunque introdujo algunos elementos innovadores.

## Biografía
Nació en  Santomera el 16 de noviembre de 1886. Pronto quedó huérfano  y se trasladó a vivir a Espinardo donde dirigía un taller de artesanía dedicado a la fabricación de estuches y envases decorativos para especias, que después trasladó a Murcia situándolo en Los Pasos de Santiago. El taller estuvo en producción hasta 1921.
Desde los veinte años participaba en reuniones con otros artistas murcianos como José Planes, Clemente Cantos, Luis Garay, Pedro Flores, Joaquín García, Victorio Nicolás, Almela Costa, etc. Acostumbraban a reunirse en el Café Oriental y en este círculo era conocido con el sobrenombre de "El Miceno", propuesto por Flores, ya que se dedicaba a comprar pinturas y apoyar económicamente a algunos artistas. Juan Guerrero y José Ballester también acudían a intercambiar novedades sobre arte y literatura.

## Taller de los Bellos Oficios de Levante
En torno a 1923 fundó junto al escultor Clemente Cantos el taller de los Bellos Oficios de Levante en la calle de Corvera. A partir de ese momento empezó a crear figuras de terracota que comercializaba con el sello del taller. Con ello trataba de recuperar artesanías murcianas casi extinguidas y algunas desaparecidas.
Realizó una exposición en Madrid en 1923 que tuvo una repercusión en la prensa de la capital e incluso en la londinense. Destacaron los ingleses diversas obras como 'Jueves Santo', 'Baturra' y 'Maja del Abanico', aunque no eran de temática específicamente murciana.
La obra que realizaron Garrigós y Clemente Cantos eran figuras de terracota de temática costumbrista y huertana así como figuras para belenes. En mayo de 1927 realizó una exposición en la que recogía gran parte de su obra con figuras de Auroros, la Virgen de la Fuensanta, la Milagrosa, el Ángel de la Guarda, diversas figuras de Belén, de Gitanas y la Dama de Jueves Santo. En marzo de ese mismo año realizaron un Cristo de la Humillación que no fue comprendido por el público, quizá porque presentaba un aspecto muy dramático para los gustos del público murciano más acostumbrado a obras más bonitas y que supuso un rechazo de la talla por la Cofradía del Santísimo Cristo del Perdón.
A finales de 1927 el taller sufrió un incendio que supuso una escasa producción en 1928. En 1929 el taller de los Bellos Oficios quedó a cargo de Garrigós ante el abandono de Clemente Cantos que inició una carrera personal. A finales de ese año realizó una exposición en la Galerías de Arte Jorba de Barcelona, que acogió con éxito la obra del taller de los Bellos Oficios. En 1930 ya se trasladó a vivir a Cataluña. realizando una exposición en las Galerías Layetanas en la que destacó la figura del Cristo de la Humillación y fue adquirida por una cofradía de Tarragona, aunque fue destruida en 1936 durante la guerra civil.
En 1932 regresó a Murcia donde trabajó para nuevas escenas para el belén. También crea un relieve de un grupo de Auroros. En 1933 realiza una exposición en la Sociedad Económica de Amigos del País de Cartagena con sus mejores obras que tuvo gran éxito.  
El 21 de junio de 1934 hizo una exposición en Alicante con gran éxito que también fue reseñada en la prensa. En estas se destacó el empleo del color y se calificaron sus obras como dotadas de una policromía de tonalidades apagadas. En sus obras idealizaba personas que conocía proporcionando un carácter popular a sus figuras que además tenían un pequeño tamaño, quizá porque comercialmente eran más fáciles de vender.
Durante la guerra civil permaneció en Murcia y tuvo diversos encargos de aspecto político como una alegoría de la república, pero también inició en 1938 una de sus más destacadas obras: el Vía Crucis. Acabada la guerra se impuso un trabajo de tipo religioso principalmente. Así en 1940 realizó un San Antonio, un Niño y una Virgen del Rosario. También hizo figuras del belén.
El 22 de junio de 1946 presentó en una exposición en el Palacio de la Prensa de Madrid sus catorce pasos del Vía Crucis, que supusieron una sorpresa ya que el escultor presentó sus relieves dotados de una sencillez importante y con grupos de personas en composiciones equilibradas y adaptadas al significado religioso. En los años siguientes su trabajo se dirigió a culminar su belén completo y tuvo una buena cantidad de encargos siempre de tipo religioso. Su última obra fue un Cristo Crucificado en madera de casi dos metros de alto.

## Otras aportaciones culturales
Siempre estuvo muy interesado en las costumbres y tradiciones murcianas a las que apoyó en todo momento. Una de sus acciones principales fue la recuperación de algunos grupos auroros que realizan cánticos polifónicos a capela que son interpretados por cuadrillas masculinas. Algunas interpretaciones como el Canto de los Mayos se había perdido y Garrigós lo recuperó a partir de los restos que se conservaban en Albacete, además consiguió mediante su amigo el ministro de Educación Ibañez Martín que se declarasen monumento histórico artístico en 1943, y llevó a grupos a grabar sus cantos a Madrid en Radio Nacional de España. Mediante escritos en la prensa a partir de 1950 consiguió por ejemplo la popularidad del "Canto de los Mayos" interpretado por diferentes cuadrillas de auroros como la de Rincón de Seca, también colaboró activamente con los auroros de Espinardo y de Monteagudo.
En los años 20 fue Concejal de Parques y Jardines lo que le permitió realizar el diseño de varios jardines. Su estilo era crear jardines con abundante vegetación y de tipo romántico inspirados en los del siglo XIX.